# Ungeduld

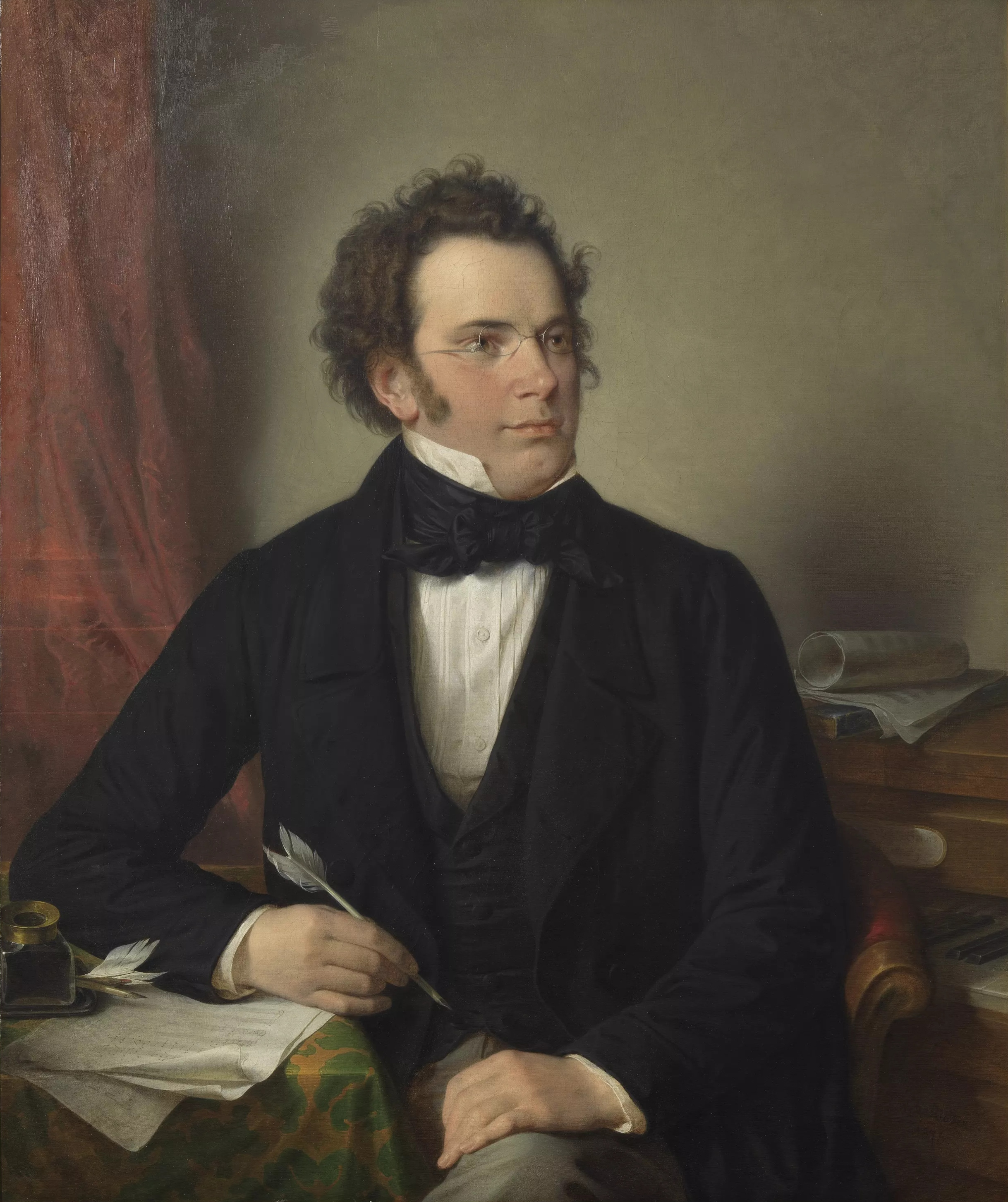
Franz Schubert

Ungeduld is een lied geschreven door de Oostenrijkse componist Franz Schubert op tekst van Wilhelm Müller als onderdeel van de liederencyclus Die schöne Müllerin. Het is een van de bekendste liederen uit de cyclus, mede door het refrein 'Dein ist mein Herz und soll es ewig bleiben!'.
De tekst gaat over een kalverliefde. Een jongeman is heimelijk verliefd op een molenaarsdochter, maar durft zijn verliefdheid uit verlegenheid niet te bekennen aan haar. Dat zij niets merkt van zijn verliefdheid zorgt voor zijn ongeduld. Schuberts zenuwachtige pianomuziek onderstreept het knagende verlangen.

## Tekst
Ich schnitt es gern in alle Rinden ein,
Ich grüb es gern in jeden Kieselstein,
Ich möcht es sä'n auf jedes frische Beet
Mit Kressensamen, der es schnell verrät,
Auf jeden weißen Zettel möcht ich's schreiben:
Dein ist mein Herz und soll es ewig bleiben.
Ich möcht mir ziehen einen jungen Star,
Bis daß er spräch die Worte rein und klar,
Bis er sie spräch mit meines Mundes Klang,
Mit meines Herzens vollem, heißem Drang;
Dann säng er hell durch ihre Fensterscheiben:
Dein ist mein Herz und soll es ewig bleiben.
Den Morgenwinden möcht ich's hauchen ein,
Ich möcht es säuseln durch den regen Hain;
Oh, leuchtet' es aus jedem Blumenstern!
Trüg es der Duft zu ihr von nah und fern!
Ihr Wogen, könnt ihr nichts als Räder treiben?
Dein ist mein Herz und soll es ewig bleiben.
Ich meint, es müßt in meinen Augen stehn,
Auf meinen Wangen müßt man's brennen sehn,
Zu lesen wär's auf meinem stummen Mund,
Ein jeder Atemzug gäb's laut ihr kund,
Und sie merkt nichts von all dem bangen Treiben:
Dein ist mein Herz und soll es ewig bleiben.